# Hitiaș, Timiș
Hitiaș este un sat în comuna Racovița din județul Timiș, Banat, România.

## Localizare
Se situează în partea centrală a județului Timiș, în Câmpia Lugojului, pe malul stâng al râului Timiș. Totodată, este la mijlocul distanței dintre municipiile Timișoara și Lugoj și la 8 km nord orașul-stațiune Buziaș. Este traversat de drumul județean DJ572, care leagă drumul național DN6 (sau E70) de drumul județean DJ592, două variante care leagă, pe trasee diferite, cele două municipii timișene. 

## Istorie
Prima atestare a localității a parvenit prin intermediul istoricului ungur Fryges Pesty care, într-o lucrare dedicată Carașului, vorbește despre o diplomă maghiară de la 1428, în care se amintește de un anume Emeric de Hattyas, participant la o tranzacție cu pământuri între nobilimea maghiară. La începutul secolului XV, aparținea unuia dintre frații Dánfi de Duboz. Spre sfârșitul secolului, apare ca proprietate a familiei nobiliare Banffy. Conscripția de la 1717 o înregistrează cu numele Adiasch, cu 50 de case.

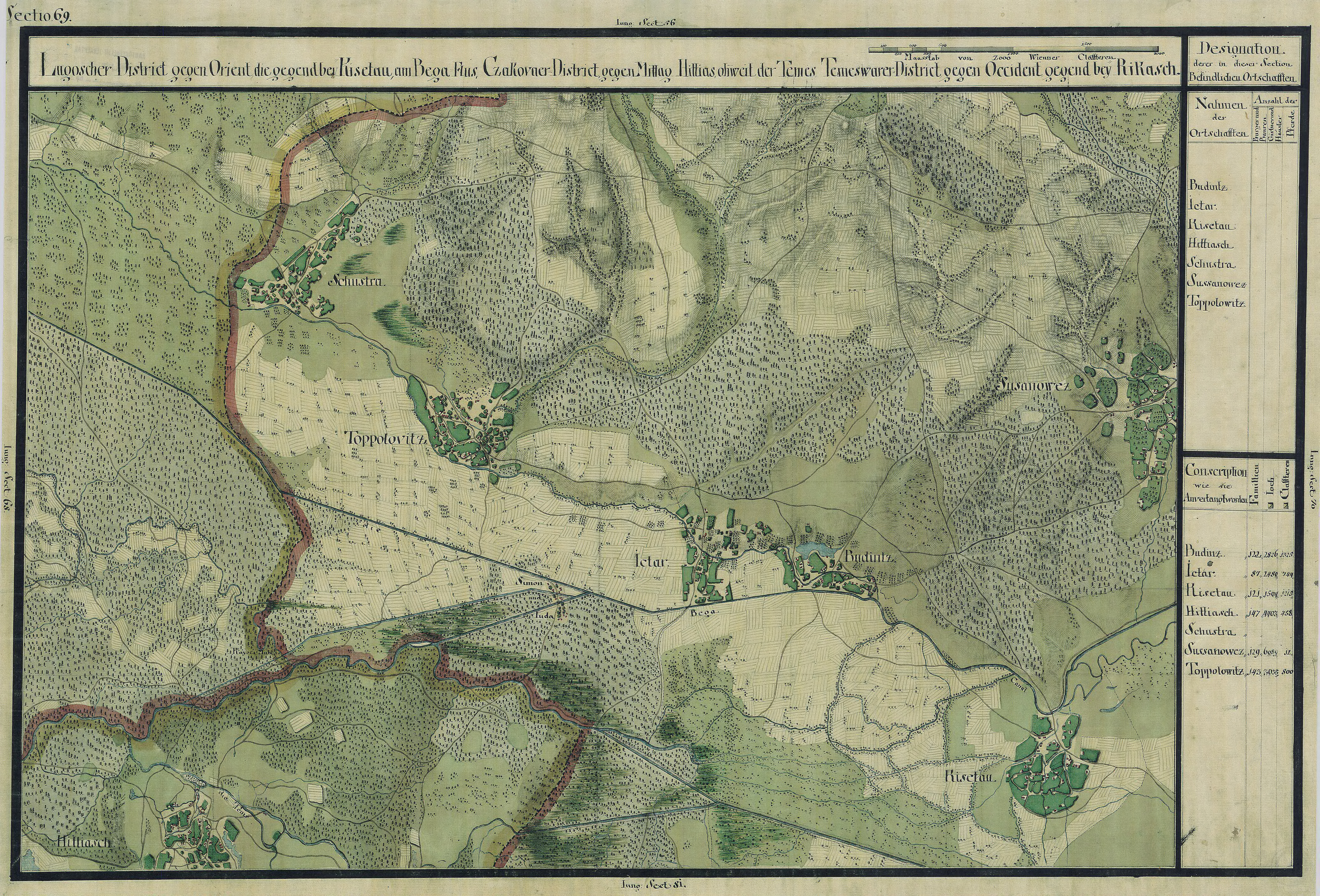
Hitiaș în Harta Iosefină a Banatului, 1769-72

Vechea așezare era amplasată 8 km mai la nord, între râurile Timiș și Bega. Datorită poziției defavorabile, localitatea veche era deseori inundată. Cu timpul locualnicii au fost nevoiți să mute vatra satului mai la sud, pe partea stângă a Timișului.
În 1807, împreună cu satele din împrejurimi, Hitiașul devine proprietate a fondului religionar a Statului. Acest fond era instrumentalizat politic și folosit pentru răspândirea catolicismului în Imperiu. Prin intermediul lui era favorizat cultul romano-catolic - care era religie de stat - dar și unirea românilor ortodocși cu biserica de la Roma. În Șipet, primii ortodocși au trecut la ritul greco-catolic în 1863, pe fondul foametei care a avut loc în acei ani.  Cu toate acestea, doar 10-15% dintre credincioși au trecut la unire.La recensământul religios din 1869 erau 181 de greco-catolici dintr-o populație de 1.612 locuitori.
În secolul XIX, datorită unei insuficiențe acute de teren arabil, localnicii erau nevoiți să-și suplimenteze veniturile cu alte activități. Ei s-au orientat spre creșterea oilor - obicei mai puțin obișnuit în câmpiile bănățene - și au făcut din aceasta o tradiție. Țăranii cultivau porumb pe parcelele mici pe care le aveau iar în restul timpului se ocupau cu creșterea oilor. Săul de oaie îl puneau în intestine sau în stomacuri de porc. Ei s-au specializat în acest meșteșug și au deveniți renumiți pentru „săul de stomac” pe care-l comercializau prin târguri și orașe, până la Budapesta.
În 1988 a avut loc un cutremur cu epicentrul lângă Buziaș, care a afectat mai multe case din zonă, inclusiv din Hitiaș.

## Populația
Hitiașul a fost din totdeauna un sat de români. În anii 1900 a avut aproape 1.800 de locuitori. La recensământul din 2002 avea 881 locuitori, dintre care 868 români, majoritatea creștini ortodocși.

## Galerie de imagini

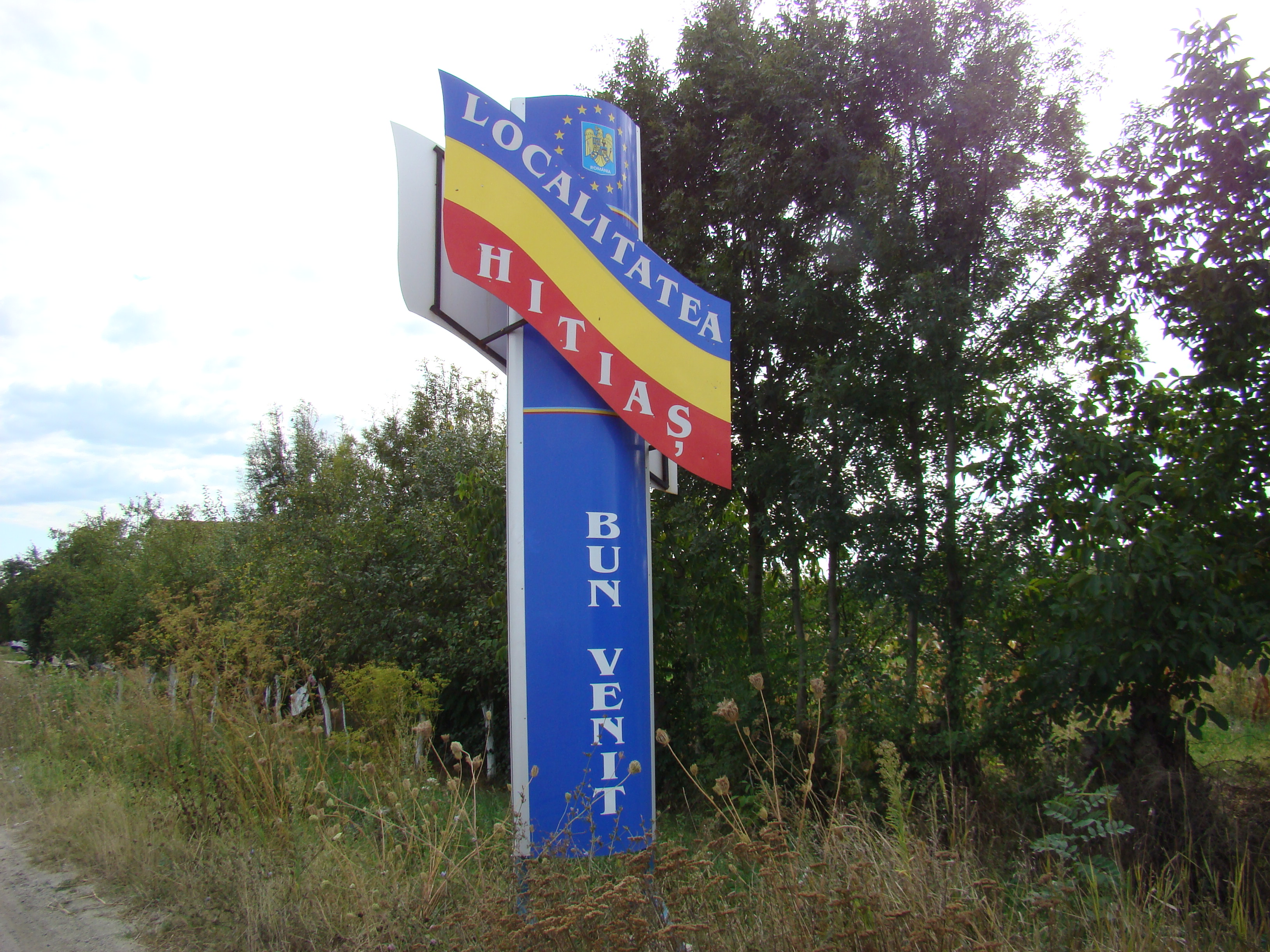
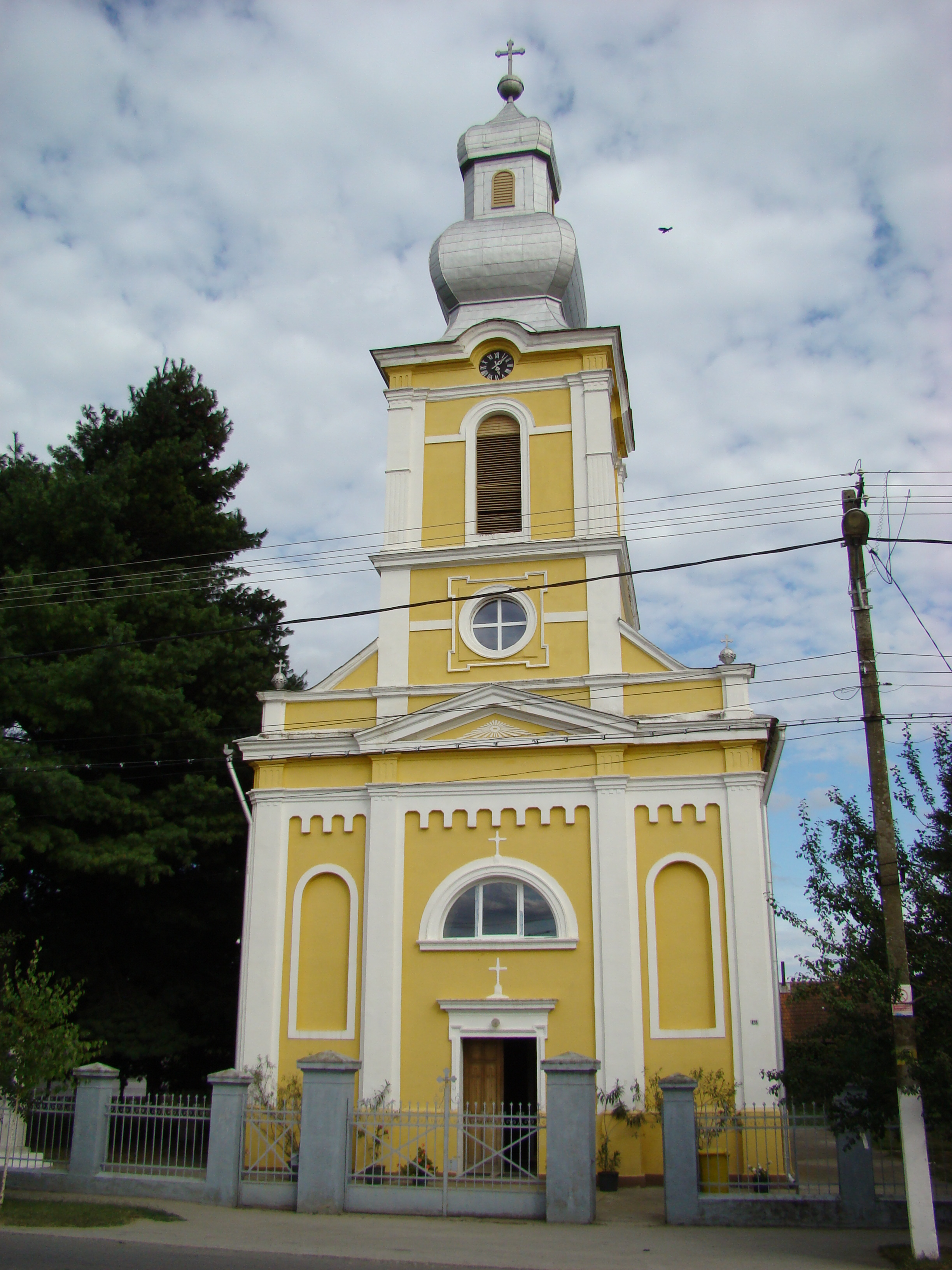
Biserica ortodoxă, construită în 1901
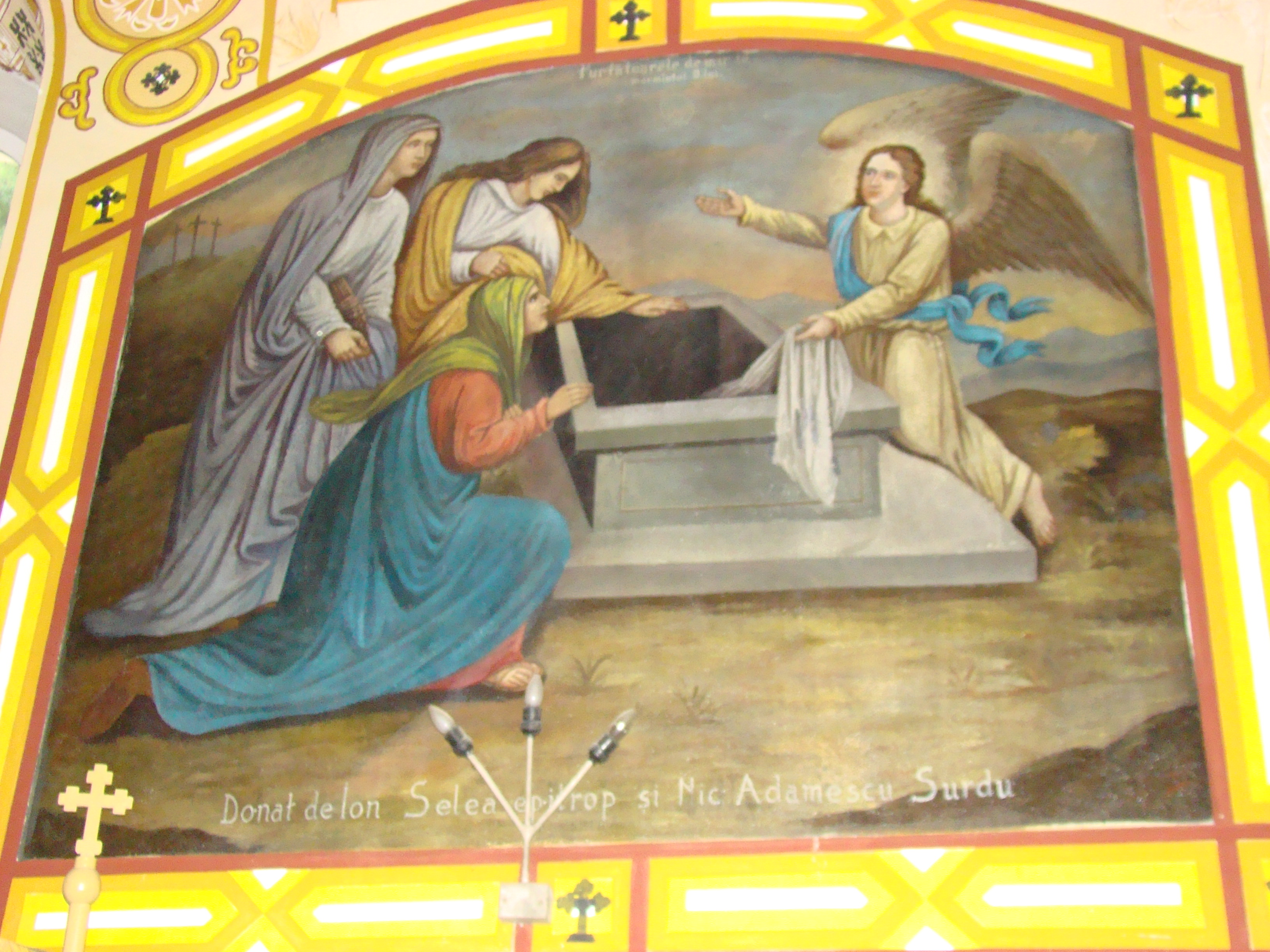
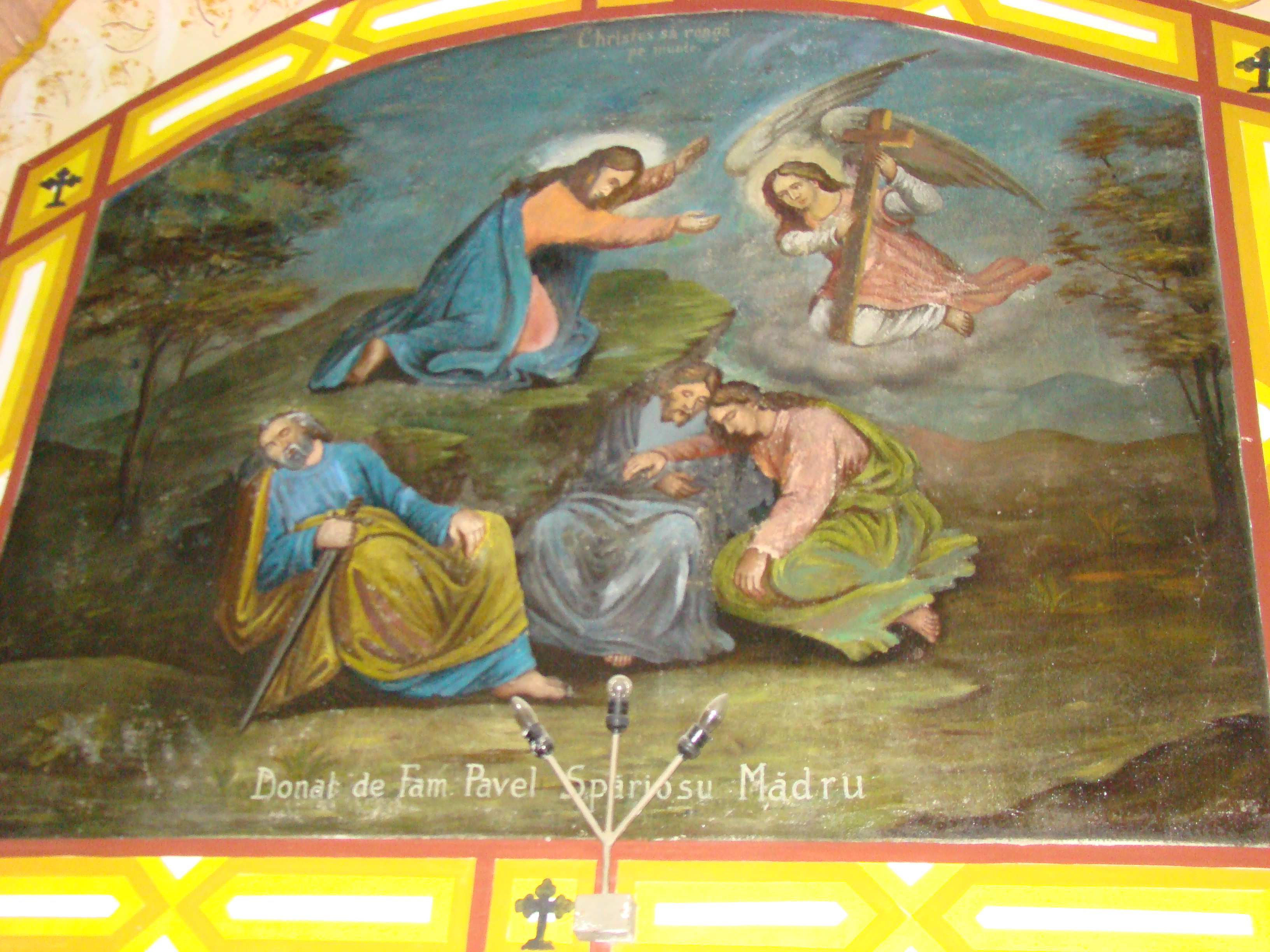
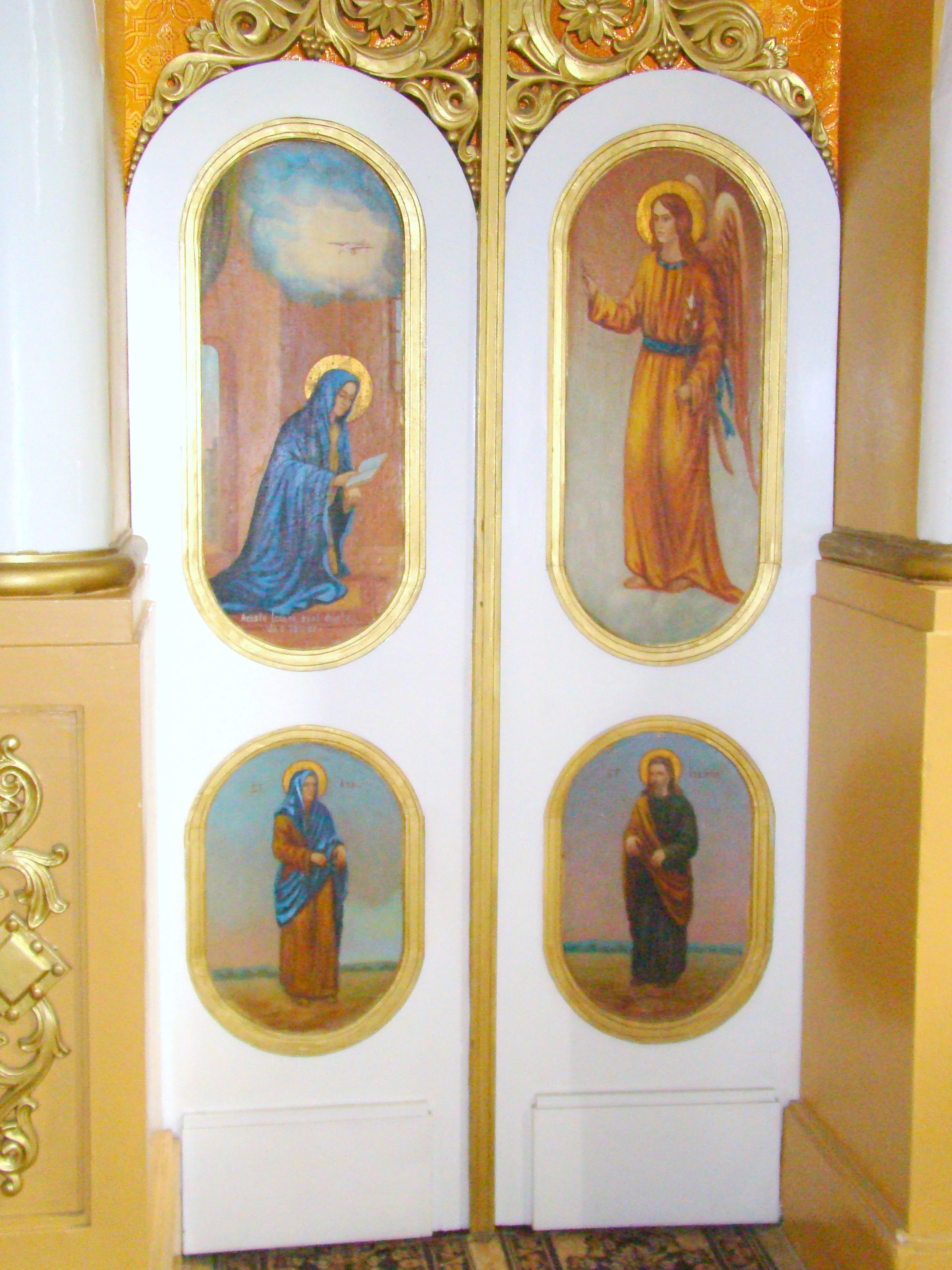
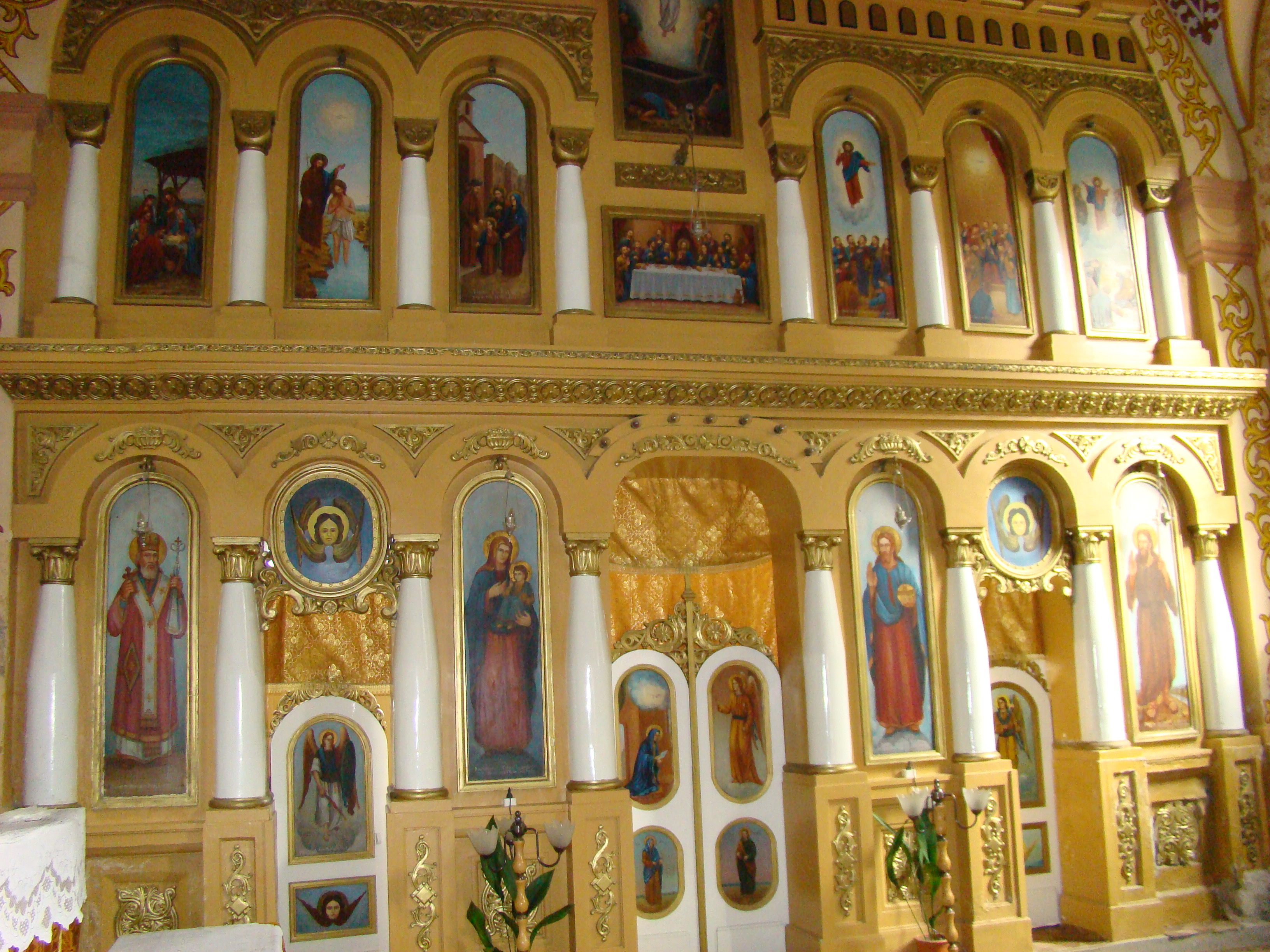
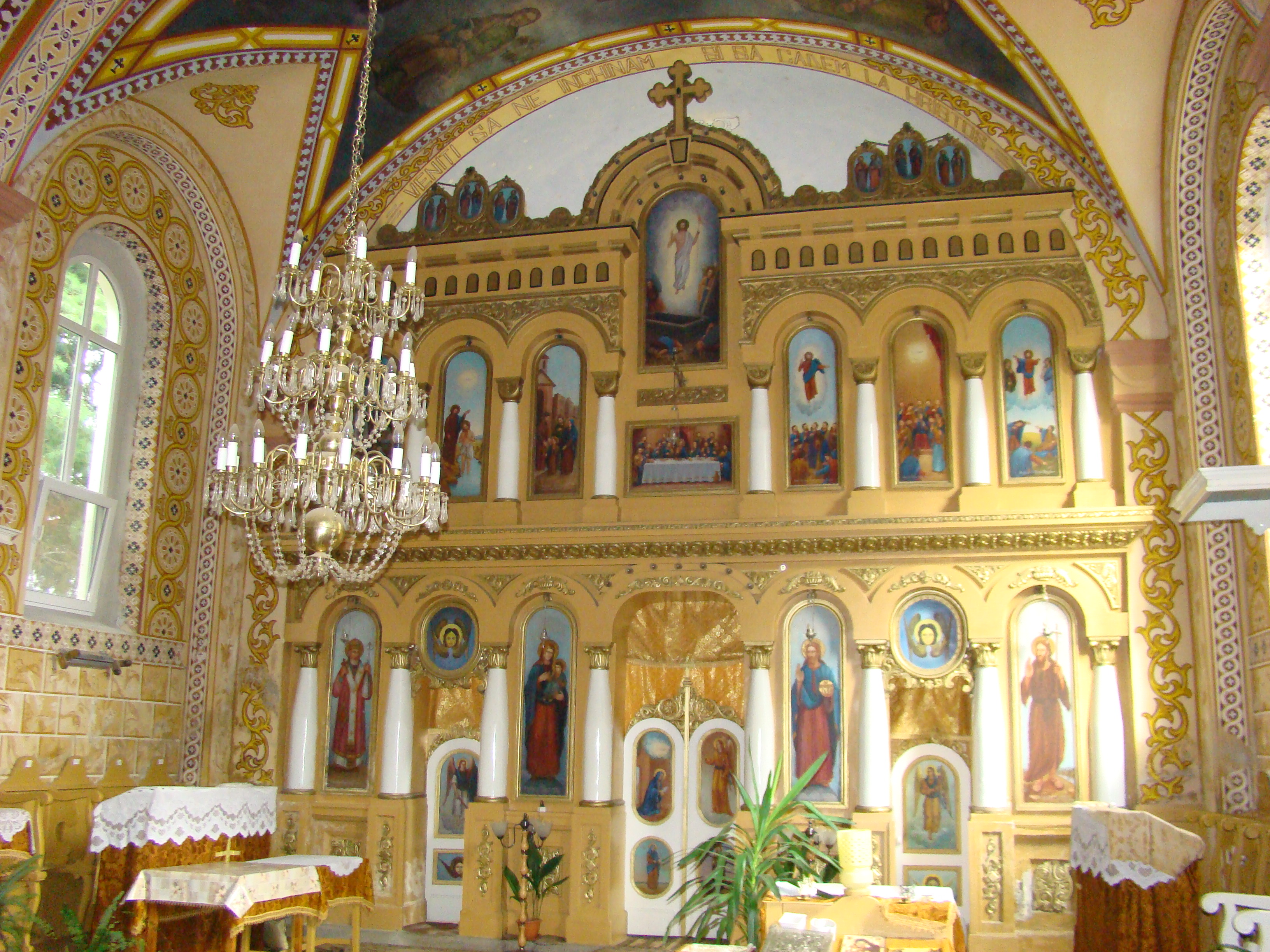
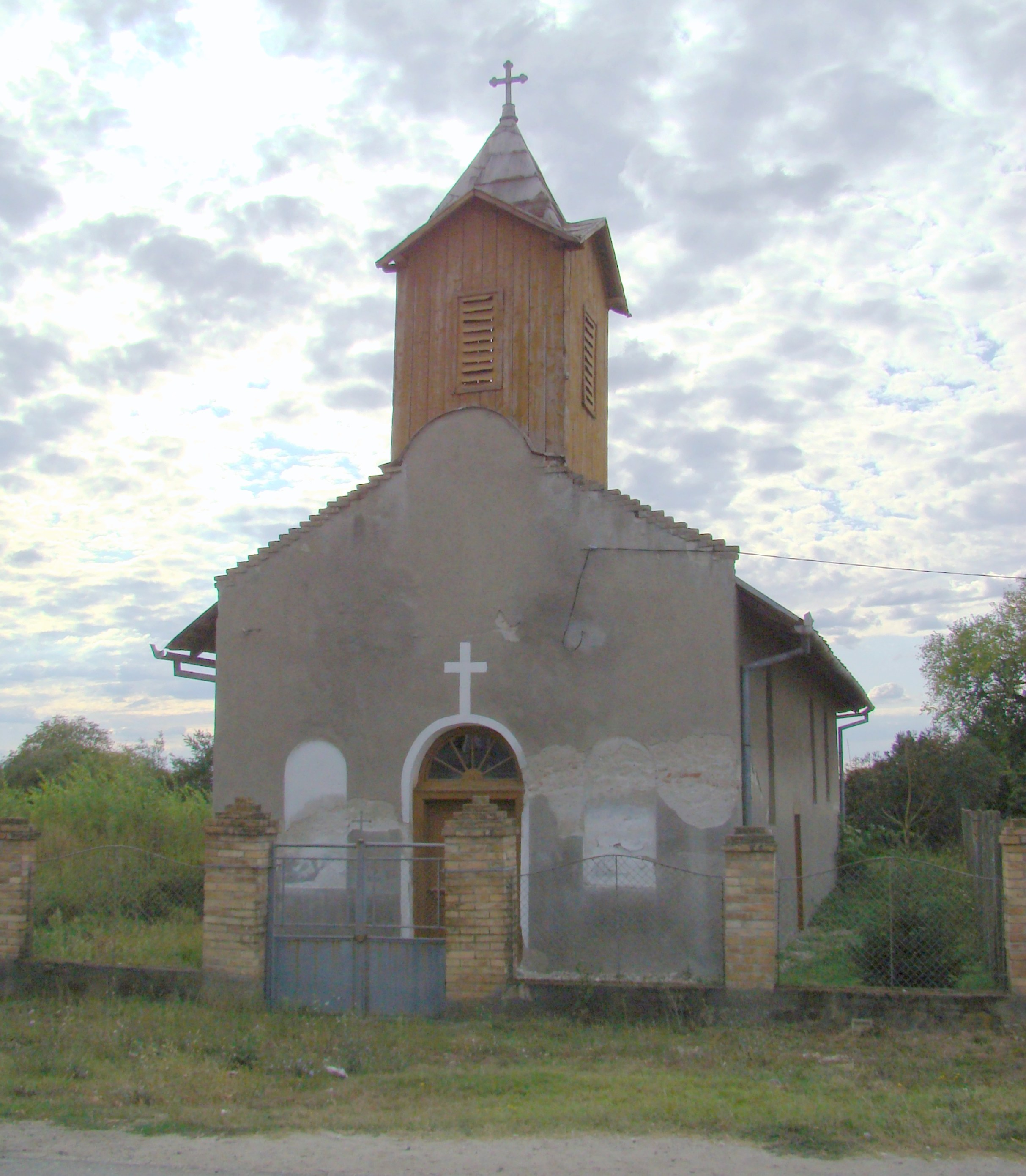
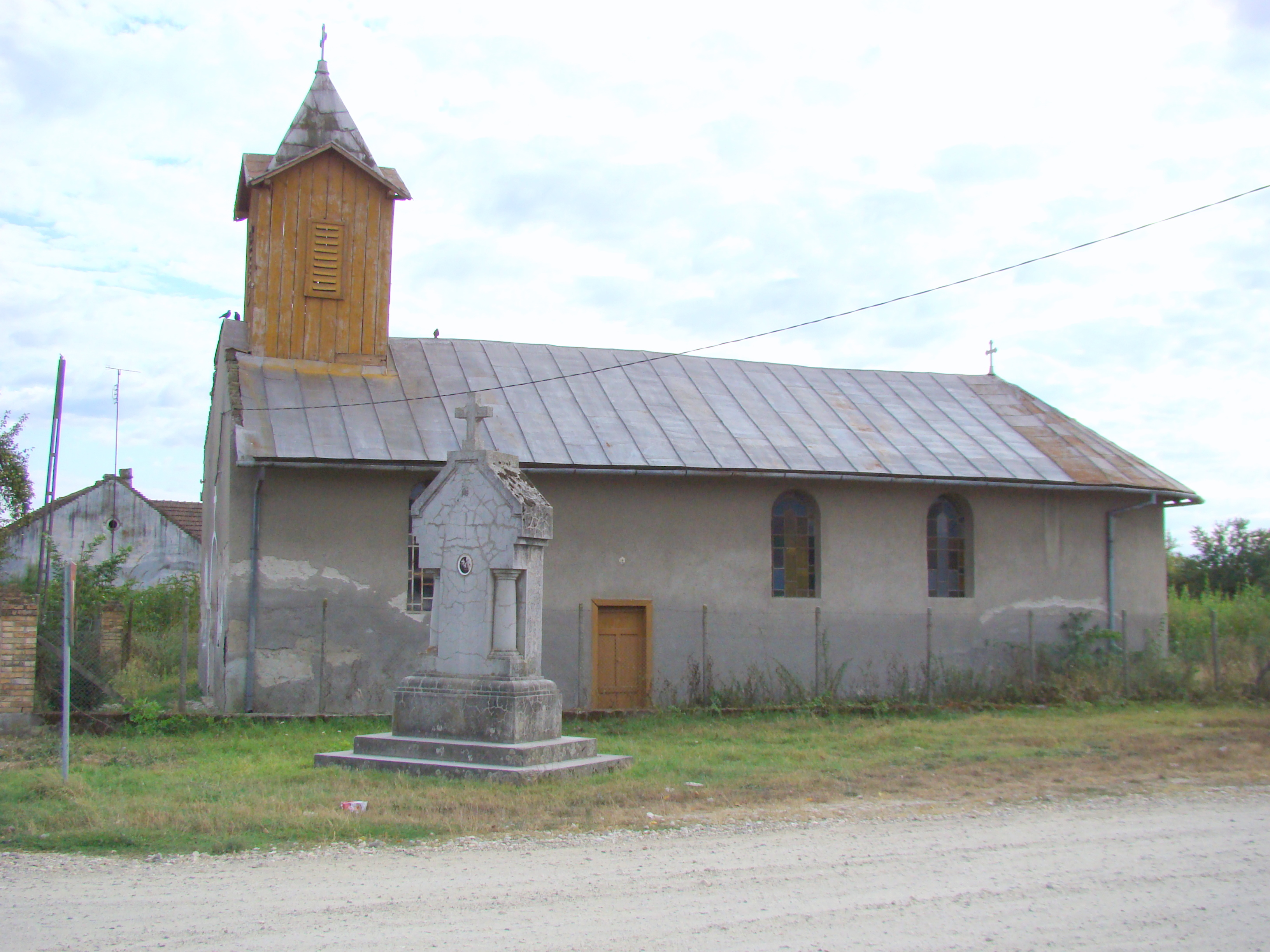